# Берестейський проспект

Анотаційний напис

Берестейський проспект — проспект у Шевченківському, Солом'янському та Святошинському районах Києва. Одна з найдовших магістралей міста (11,8 км). Пролягає від Галицької площі до Берестейського шосе.
До проспекту прилучаються:
- проспекти: Повітряних Сил, Академіка Палладіна;
- вулиці: Бульварно-Кудрявська, В'ячеслава Чорновола, Ісаакяна, Шолуденка, Провіантська, Богдана Гаврилишина, Зоологічна, Академіка Янгеля, Вадима Гетьмана, Олександра Довженка, Петра Нестерова, Гарматна, Євгенії Мірошниченко, Грушецька, Миколи Шпака, Миколи Василенка, Дегтярівська, Табірна, Дружківська, Олеся Бердника, Данила Щербаківського, Ґалаґанівська, Олександрівська, Нивська, Рене Декарта, Мрії, Чистяківська, Авіаконструктора Петра Балабуєва, Липова, Авіаконструкторська, Анатолія Петрицького, Гетьмана Кирила Розумовського, Івана Крамського, Мирослава Поповича, Федора Кричевського, Живописна, Чорнобильська, Миколи Ушакова;
- провулки: Ринковий, Політехнічний, Берестейський;
- бульвар Академіка Вернадського;
- площі: Галицька, Чорнобаївська.
- шляхопроводи через проспект: Повітрофлотський (1958; інженери Є. Н. Степанов та Г. А. Горобець, архітектор О. В. Ільяшенко), Шулявський (1964; інженери Є. Н. Степанов та І. М. Каневський, архітектор О. В. Ільяшенко), шляхопровід на колишньому Залізничному перетині (вулиці Миколи Василенка та Дегтярівська);
- мости по проспекту: Гаванський через залізницю біля парку «Нивки», біля вулиці Данила Щербаківського (станція метро «Нивки»), Ковельський — через залізничні колії і Чорнобаївську площу біля станції метро «Святошин», шляхопровід через Велику Окружну дорогу.
- По проспекту також проходять автошляхи E40 та М06.

## Історія
Проспект відомий з першої половини XIX століття як Житомирське і Києво-Брестське шосе. Із кінця XIX століття, від початку його забудови, мав назву — Брест-Литовське шосе, з 1964 року — Брест-Литовський проспект (наприкінці Берестейського шосе фактично і нині зберегла попередню назву). Поєднував місто із дачною зоною (приватні хутори Стрельна, Сан-Сусі — зліва, Сант-Марі, Нивки — справа). У 1857 році на проспекті було зведено Тріумфальну браму (згодом розібрано).
Назва Проспект Перемоги — з 1985 року, на честь 40-річчя перемоги радянського народу у німецько-радянській війні. Того ж року до проспекту приєднано частину бульвару Шевченка (на ділянці Галицька площа — Повітрофлотський шляхопровід) і на будинку № 2 зроблено анотаційний напис про те, що проспект отримав назву на честь 40-річчя перемоги радянського народу у німецько-радянській війні. У 1970-х — першій половині 1980-х років XX століття Брест-Литовський проспект був ґрунтовно реконструйований — розширений до 30 м, споруджено транспортні розв'язки та підземні переходи (головний інженер проєкту — Б. С. Романенко).
Забудова Брест-Литовського проспекту почалася наприкінці XIX століття, у зв'язку із спорудженням на ньому Політехнічного інституту та заводу Гретера і Криванека. 1899 року було прокладено трамвайну лінію до Польової вулиці (нині — вулиця Академіка Янгеля), 1900 року — відкрито лінію Святошинського трамвая (проходила від Тріумфальних воріт до 4-ї Просіки), 1923 року ці дві лінії були об'єднані в одну. 1978 року було закрито лінію від Повітрофлотського шляхопроводу до станції метро «Шулявська» (тоді — Завод «Більшовик»), 1982 року — решту лінії — від заводу до проспекту Академіка Палладіна (колишня — 4-та Просіка).
У 1899 році на проспекті було відкрито парк (зараз імені Івана Багряного), у 1908 році — Зоологічний сад. Поблизу Пушкінського парку знаходився аеродром (Сирецький іподром), де в квітні 1910 року здійснював перші у Києві повітряні польоти Сергій Уточкін. У червні 1910 року тут відбувся перший у російській імперії політ російського авіаконструктора Олександра  Кудашева на літаку власної конструкції та вітчизняного виробництва. На тому ж аеродромі у 1911—1913 роках починав свої далекі перельоти Петро Нестеров, на якому він здійснив свою «петлю Нестерова». У 1927–1928 роках на місці аеродрому були побудовані приміщення Кіностудії художніх фільмів.
У 2015 році на місці зруйнованих будинків, в одному з яких мешкав із сім'єю Василь Стус, відкрили сквер його імені.
26 лютого 2022 року, приблизно о 04:00 ранку, в ході російсько-української війни на блокпості по проспекту Перемоги в районі станції метро «Берестейська» відбулася перестрілка між військовими 101-ї окремої бригади охорони Генерального Штабу, в якій загинуло не менше 10 осіб.
Сучасна (відновлена історична) назва на честь давньоукраїнського міста Берестя (нині — у складі Білорусі), яке у часи Російської імперії називалося Брест-Литовськ — з березня 2023 року.

## Пам'ятки архітектури, історично цінні та визначні споруди
- № 6 (кінець 19 ст.) — колишня будівля Тютюнової фабрики
- № 8 (знесено в травні 2013[8]) та 8а (кінець 19 — початок 20 ст.) — житлові або громадські будівлі
- № 14 (1986, реконструйовано в 2004) — будівля Міністерства інфраструктури України, до 2005 — найвищий хмарочос Києва.
- № 30 (1930-ті р.) — т. зв. «будинок спеціалістів»
- № 32 — Київський зоопарк (розташований тут з початку 1910-х років)
- № 33 (1930-ті р.) — житловий будинок
- № 37, 39 (1898—1899; початок 20 ст.) — численні корпуси Київського політехнічного інституту
- № 43 (1930-ті р.) — житлова будівля робітників заводу «Більшовик»
- № 44 (кінець 1920-х — початок 1930-х рр.) — кіностудія ім. О. Довженка
- № 55 (кінець 19 — початок 20 ст.) — промислові споруди, будівлі колишнього військового відомства
- № 63 (1930-ті рр.) — Київська гімназія № 154
- № 77 (1930-ті рр.) — житловий будинок
- № 86 (1930-ті рр.) — Спеціалізована школа I—III ступенів № 73
- № 117 (1910-ті рр.) — кінотеатр «Екран»
- № 130 (початок 20 ст.) — колишня дача
- № 150 (1850-ті рр.) — поштова станція із флігелями

## Меморіальні дошки
- Будинок № 1 — меморіальна дошка на честь кінорежисера С. Параджанова, який мешкав у цьому будинку в 1962–1974 роках. Бронзовий горельєф (скульптор М. П. Рапай, архітектор Л. М. Бальзак) відкрито у 1992 році.
- Будинок № 43 — меморіальна дошка на честь Віктора та Олександри Хохлових, учасників київського антинацистського підпілля. Першу дошку відкрито у 1969 році, у 1970 році її замінено на гранітну роботи архітектора В. Л. Лоботинського.
- Будинок № 63 — меморіальні дошки на честь Ощепкова Олексія Вікторовича, Недоводієва Микити Олександровича та Бобкіна Олексія Олеговича, колишніх учнів гімназії, що загинули захищаючи Україну під час Російсько-української війни.
- Будинок № 86 — меморіальна дошка на честь Андрія Сергійовича Мовчана, колишнього учня школи, героя «Небесної сотні» Євромайдану.

На території кіностудії ім. О. П. Довженка (буд. № 44) встановлено кілька меморіальних дощок на честь митців, які тут працювали:
- актора та режисера Леоніда Бикова (1928–1979), який працював на кіностудії з 1969 по 1979 рік. Виготовлена у вигляді бронзового барельєфу (скульптор Л. Козуб), відкрита у 1989 році.
- кінознавця та історика Тетяни Тимофіївни Дерев'янко (1930–2001), яка очолювала музей кіностудії у 1958–2001 роках. Виготовлена з мармуру, відкрита 5 травня 2010 року.
- кінорежисера Олександра Довженка, який працював на кіностудії у 1928–1941 роках. Виготовлена з граніту і бронзи (барельєф) за проєктом скульптора М. К. Вронського та архітектора І. Л. Шмульсона. Відкрита 12 квітня 1960 року.
- кінорежисера Івана Кавалерідзе, який працював на кіностудії у 1934–1941 та 1957–1961 роках. Бронзовий горельєф (скульптор Р. О. Синько) відкрито у 2002 році.
- українського актора Івана Миколайчука (бронза, барельєф).
- кінорежисер Ігоря Андрійовича Савченка, який працював на кіностудії у 1938–1941 та 1947–1949 роках. Виготовлена з граніту і бронзи (скульптор К. В. Годулян), відкрита 9 жовтня 1970 року.

На території НТУУ «КПІ» (буд. № 37) знаходиться багато меморіальних дощок на честь вчених, які викладали тут, та відомих випускників:
- науковця-електрохіміка, Лауреата Державної премії УРСР Л. І. Антропова (1913—1994), який працював тут в 1960–1994 роках. Виготовлена з граніту, відкрита у 1994 році (корпус № 4);
- академіка І. П. Бардіна (1883–1960), який вчився і пізніше працював у цьому інституті. Виготовлена з граніту, відкрита у 1984 році (корпус № 4);
- професора Г. І. Денисенка, ректора КПІ у 1970–1987 роках, чиїм ім'ям названо бібліотеку КПІ. Виготовлена з граніту (архітектор А. Подлесний), відкрита у 1998 році (бібліотека КПІ).
- академіка В. П. Затонського (1888–1938). Виготовлена з граніту, відкрита 10 липня 1984 року (корпус № 1);
- ректора КПІ, хіміка-органіка, професора М. І. Коновалова (1858–1906), який викладав тут у 1899–1906 роках. Виготовлена з граніту, відкрита у 1985 році (корпус № 4);
- академіка С. П. Корольова (1906–1966), який навчався у КПІ в 1924–1926 роках. Бронзовий барельєф (скульптор К. А. Кузнецов, архітектор В. Г. Гнєздилов) відкрито 12 квітня 1968 року (корпус № 1);
- радянського партійного діяча Ф. В. Ленгніка (1873–1936), який працював тут на кафедрі гідравліки у 1902 році. Виготовлена з граніту за проєктом архітектора В. Л. Лоботинського, відкрита у 1975 році (корпус № 1);
- вченого і державного діяча М. А. Павловського, який працював тут у 1963–2004 роках. Виготовлена з граніту, відкрита 15 березня 2007 року (корпус № 28);
- академіка АН УРСР, Є. О. Патона (1870–1953), який працював тут у 1904–1935 роках. Бронзовий барельєф (скульптор І. В. Макогон, архітектор М. Т. Катернога) встановлено 5 березня 1970 року (корпус № 1);
- члена-кореспондента АН УРСР О. О. Пащенка, який працював в інституті у 1954–1989 роках. Виготовлена з граніту, відкрита у 1998 році (корпус № 4);
- ректора КПІ у 1943–1971 роках, професора О. С. Плигунова, який працював тут в 1943–1975 роках. Виготовлена з граніту, відкрита у 1998 році (корпус № 4);
- доктора хімічних наук, професора Ю. Я. Фіалкова (1931–2002), який викладав у цьому закладі в 1954–2002 роках. Виготовлена з граніту, відкрита 1 липня 2003 року.
- доктора технічних наук, професора В. П. Чвірука (1935–2008), який викладав тут у 1986–2008 роках. Виготовлена з граніту (корпус № 4);
- доктора хімічних наук, професора О. Г. Юрченка (1934–2010), який викладав тут у 1952–2010 роках. Виготовлена з граніту (корпус № 4)

Також на стіні головного корпусу встановлено пам'ятну дошку зі словами Д. І. Менделеєва, який у 1903 році очолював екзаменаційну комісію під час першого випуску інституту:
|  | Такої загальної сукупності... спеціальних праць... яку я бачив у студентів першого випуску київської політехніки не зустрінеш у відомих мені університетах і технологічних інститутах… |

На головному корпусі Національного медичного університету встановлено дві меморіальні дошки — на честь першого декана медичного факультету Університету Святого Володимира (згодом виокремлений у медичний університет), хірурга, професора В. О. Караваєва (бронза; барельєф) та на честь випускника 1903 року В. Ф. Войно-Ясенецького, який згодом став архієпископом Лукою (бронзовий барельєф, відкритий 15 жовтня 2010 року).
На фасаді Санітарно-гігієнічного корпусу також встановлено низку меморіальних дощок, всі вони виготовлені з граніту в одному стилі та відкриті 1 лютого 2007 року. Вони увічнюють пам'ять про вчених, які викладали у цьому університеті:
- професора Петра Івановича Баранника (1967–1978 роки)
- гігієніста, професора І. І. Барченка (1967–1973 роки);
- професора М. Ф. Борисенка (1967–1985 роки);.
- гігієніста, професора Р. Д. Габовича (1967–1979 роки);
- гігієніста, академіка Є. Г. Гончарука (1967–2004 роки);
- епідеміолога, професора Юрія Денисовича Гоца (1967–2006 роки);
- епідеміолога, академіка Л. В. Громашевського;
- професора С. С. Дяченка (1967–1992 роки);
- епідеміолога, професора І. М. Моргунова (1967–1991);
- гігієніста, доцента С. І. Познанського (1967–1983 роки);
- гігієніста, професора І. В. Савицького (1967–1989 роки);
- гігієніста, професора І. І. Слєпушкіної (1967–1990 роки);
- гігієніста, члена-кореспондента АМН СРСР Г. Х. Шахбазяна (1967–1982 роки).

## Пам'ятники та меморіали
Біля входу до парку «Нивки» неподалік від станції метро «Берестейська» 13 жовтня 2019 року активісти та ветерани встановили меморіал на честь жителів Шевченківського району, що поклали свої життя під час російсько-української війни.

## Установи та заклади
Непарна (південна сторона)
- № 7-А — середня загальноосвітня спеціалізована школа суспільно-гуманітарного, юридичного та економічного профілів № 41 ім. З. К. Слюсаренка
- № 11 — Палац урочистих подій
- № 13 — БФК «Sky towers»
- № 21 — мозаїчне панно «Симфонія праці» (художники В. Ламах та Е. Котков
- № 23 — мозаїчне панно «На захист миру» (художники В. Прядка та І. Литовченко
- № 37 — Національний технічний університет України «Київський політехнічний інститут імені Ігоря Сікорського»
- № 45 — поштове відділення № 57
- № 47 — Центральний гастроном
- № 49/2 — ВАТ Завод «Більшовик»
- 55/2 — місце дислокації 101-ї окремої бригади охорони генштабу, колишнє Київське вище загальновійськове командне училище
- № 63 — гімназія № 154
- № 67 — Верстатобудівний завод
- № 83 — ЗАТ «АТЕК» — колишній «Червоний ескаватор»
- № 97 — Святошинська районна державна адміністрація
- № 111 — храм Благовіщення Пресвятої Богородиці
- № 113 — школа-інтернат № 15
- № 117 — кінотеатр «Екран»
- № 119/121 — клініка Національного наукового центру радіаційної медицини, гематології та онкології НАМН України, Київський центр трансплантації кісткового мозку
- № 135 — готель «Верховина»
- № 139 — готель «Пролісок»

Парна (північна сторона)
- № 10 — Міністерство освіти і науки України
- № 14 — Міністерство інфраструктури України
- № 32 — Київський зоопарк
- № 34 — Національний медичний університет ім. О. Богомольця
- № 38 — циганський музично-драматичний театр «Романс»
- № 40 — парк ім. Пушкіна
- № 44 — кіностудія ім. Довженка
- № 50 — видавництво «Преса України»
- № 54 — Київський національний економічний університет ім. В. Гетьмана
- № 56 — Інститут електродинаміки НАН України
- № 67/1 — Ісламський культурний центр Духовного управління мусульман Криму
- № 72 — дитячий садок № 494
- № 82 — парк «Нивки»
- № 86 — середня спеціалізована школа № 73 з поглибленим вивченням української мови, літератури та українознавства
- № 90/1 — офіс компанії Венбест
- № 100 — завод «Антонов»
- № 102 — технічна школа залізничного транспорту
- № 112 — Культурно-просвітній заклад «Центр культури «Святошин» з концертною залою на 500 місць.[10] Раніше — Палац культури київського Авіазаводу.
- № 126 — Києво-Святошинська районна державна адміністрація
- № 142 — автостанція «Дачна»
- № 150 — дитячий оздоровчий табір «Святошин»

## Культові споруди
За адресою «Берестейський проспект, 111», у кварталі між вулицями Івана Крамського та Федора Кричевського будується Свято-Благовіщенський собор, який належить Українській православній церкві Московського партріархату (благочиніє західного округу Київської митрополії). Парафія собору сформувалася у 2000 році, після відділення з парафії церкви Зачаття Іоанна Предтечі на вулиці Чорнобильській. Служби проходять у пристосованому приміщенні коло будівельного майданчика собору. Перша літургія пройшла 7 січня 2001 року. Престольне свято — 25 березня (7 квітня)
Ділянка під собор була виділена ще у 1992 році, у 1995 році відбулося урочисте закладення, але будівництво почалося лише у 1999 році. Проект собору, розроблений «УкрНДІпроектреставрації» передбачає, що храм буде двоярусний, заввишки 50 м та вміщати близько 1500 парафіян. У соборі заплановано один престол на честь преподобного Миколи Святоші.

## У літературі
Берестейський проспект фігурує в романі Михайла Булгакова «Біла гвардія» під назвою Політехнічне шосе (рос. Политехническое шоссе), яке доручено охороняти полковникові Най-Турсу з юнкерами від військ Петлюри.

## Галерея

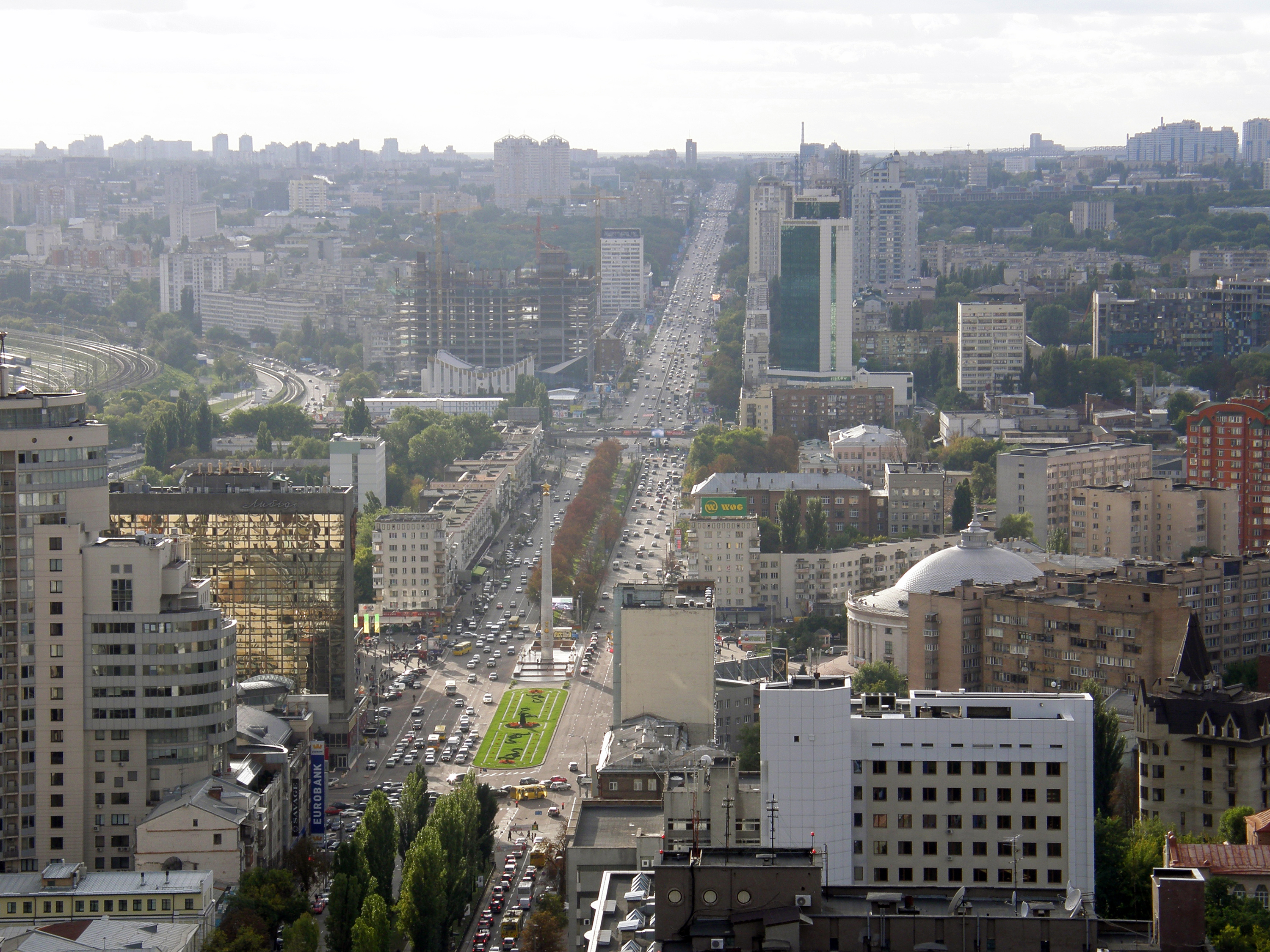
кінець бульвара Шевченка, Галицька площа, початок Берестейського проспекту
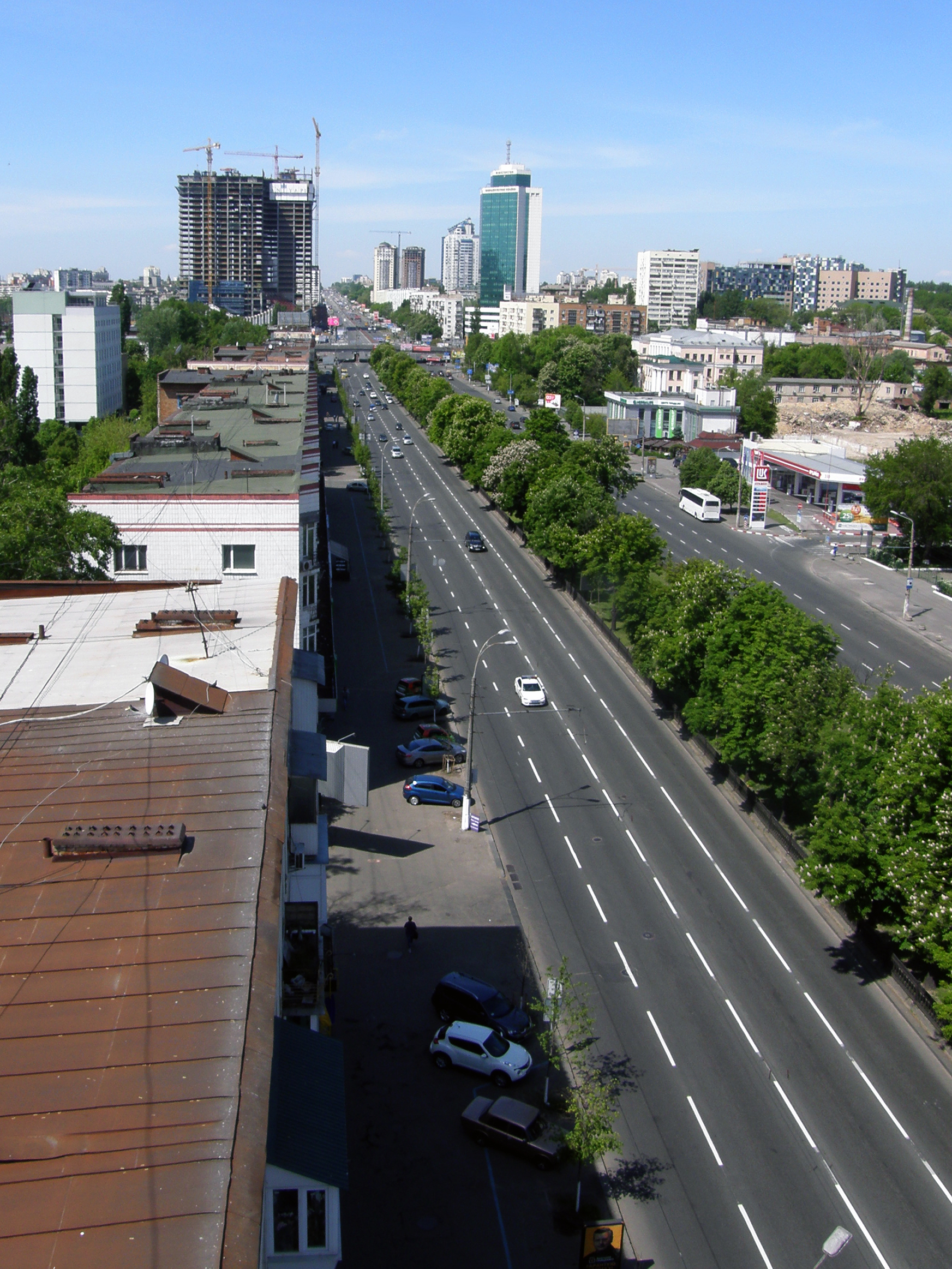
частина проспекту — колишній бульвар Шевченка
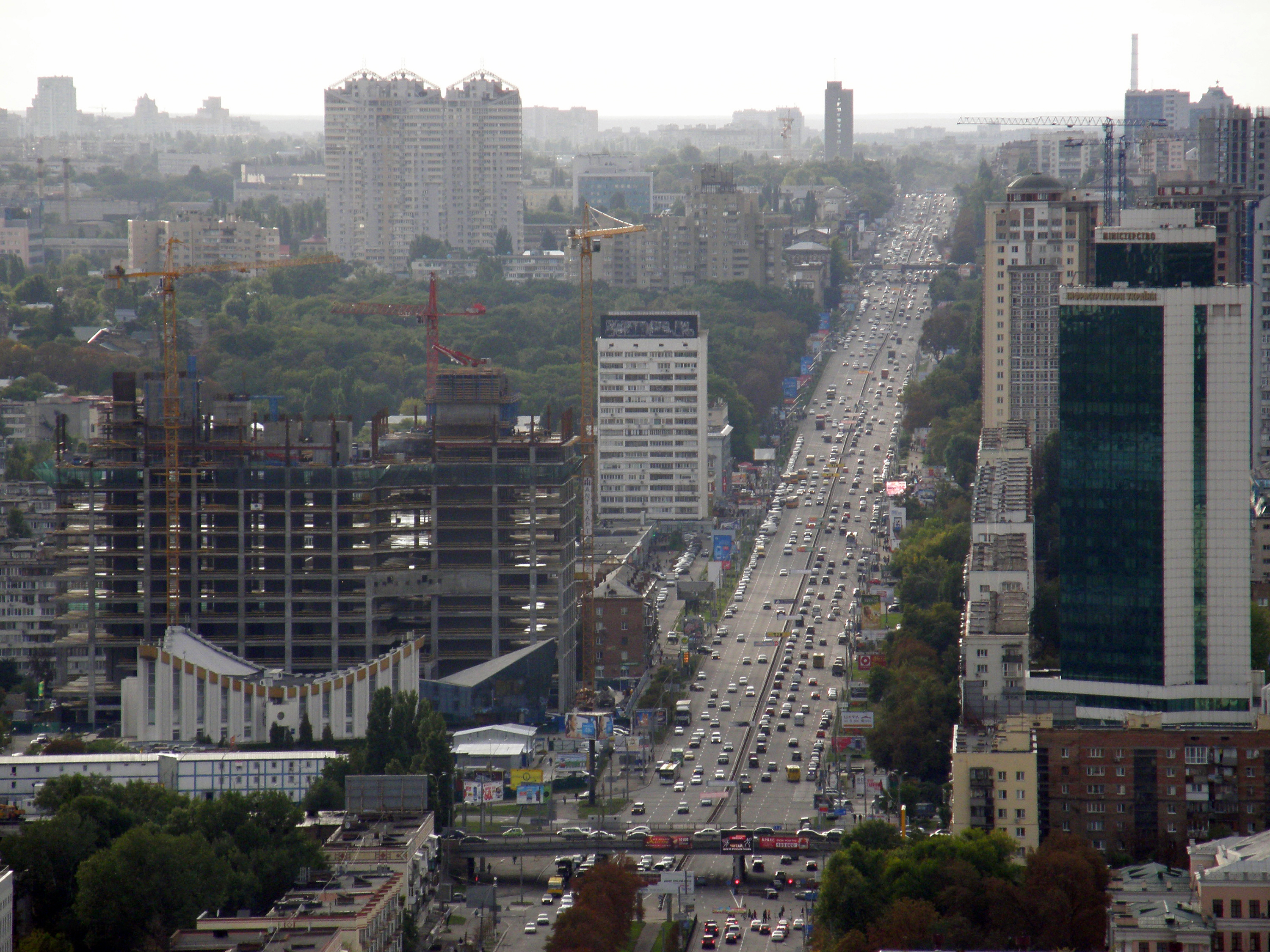
проспект на захід від Повітрофльотського шляхопроводу
№ 11 — Палац урочистих подій
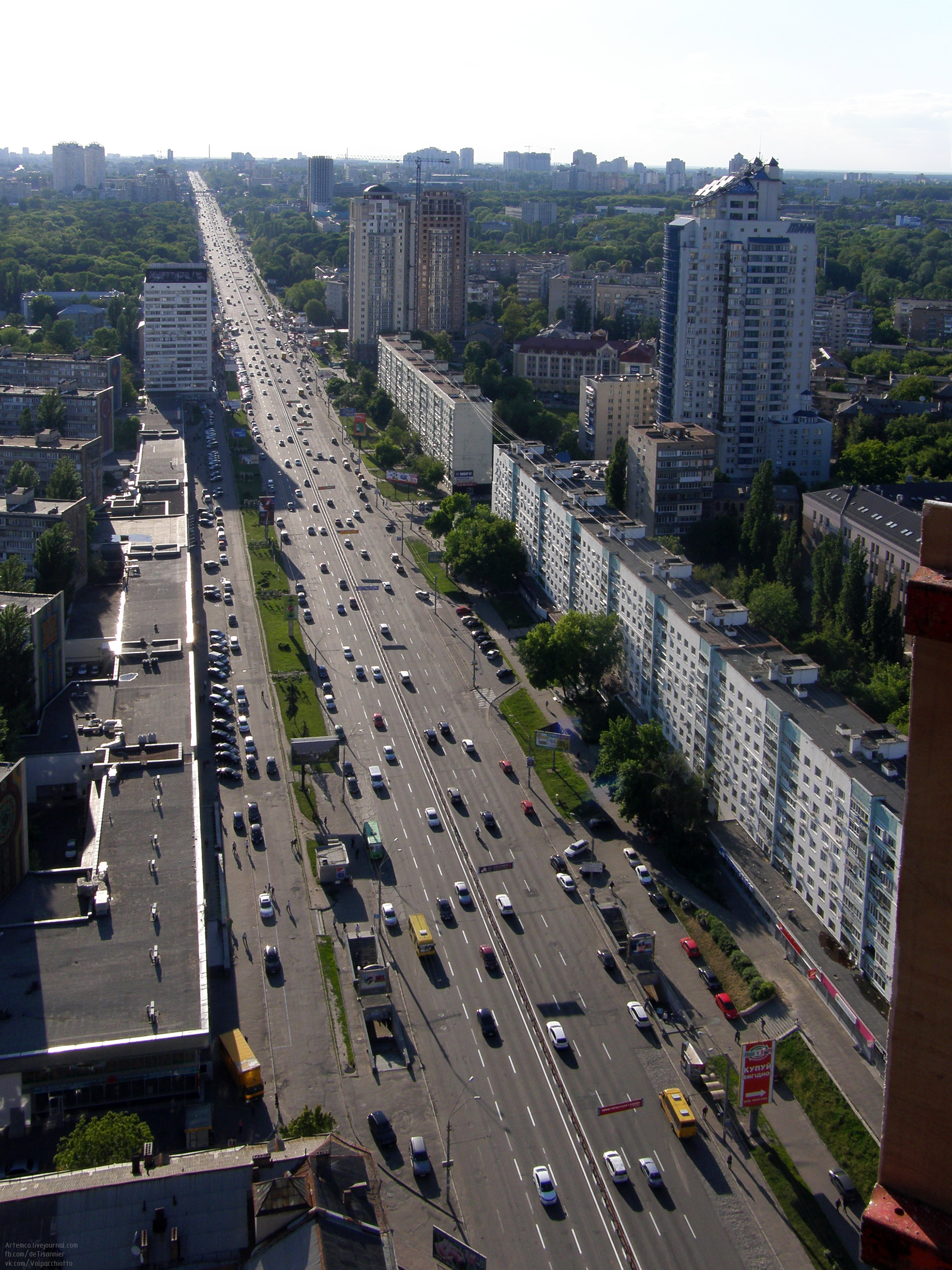
проспект на захід від Sky Towers
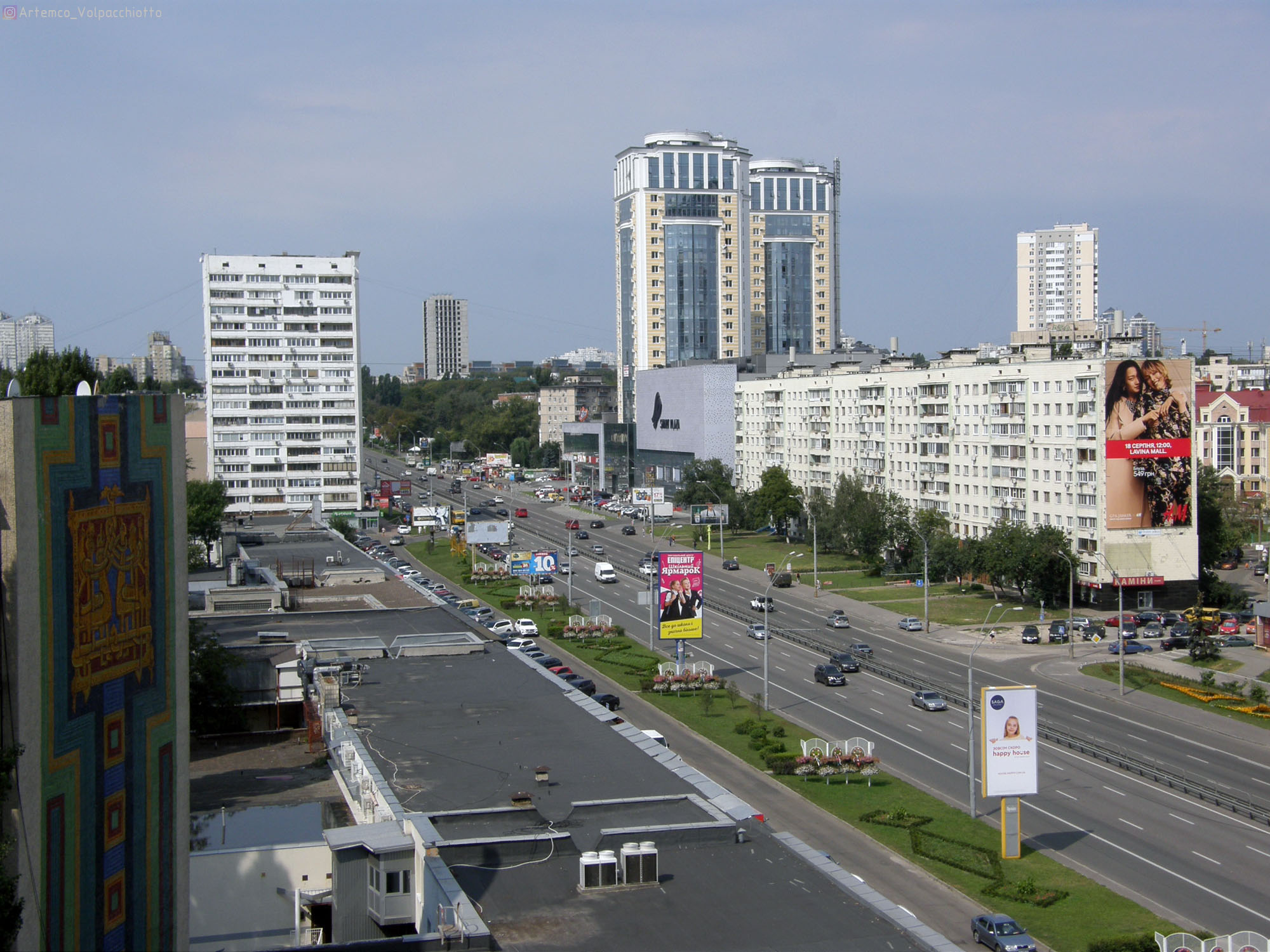
проспект від № 19 до № 29 разом із домінантою ЖК «Смарт-плаза Політех» (№№ 26, 26а)
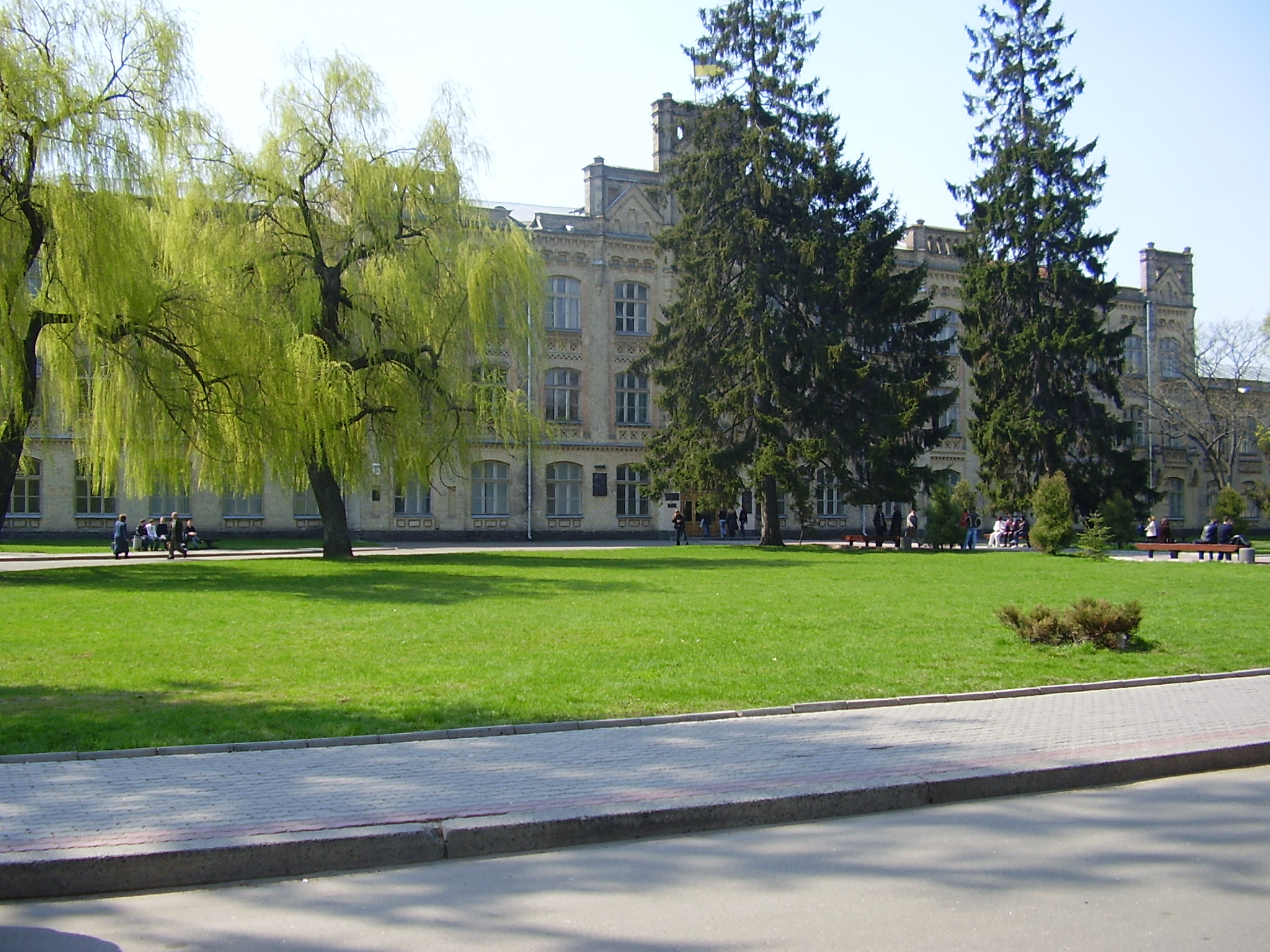
№ 37 — Головний корпус НТУУ «КПІ»
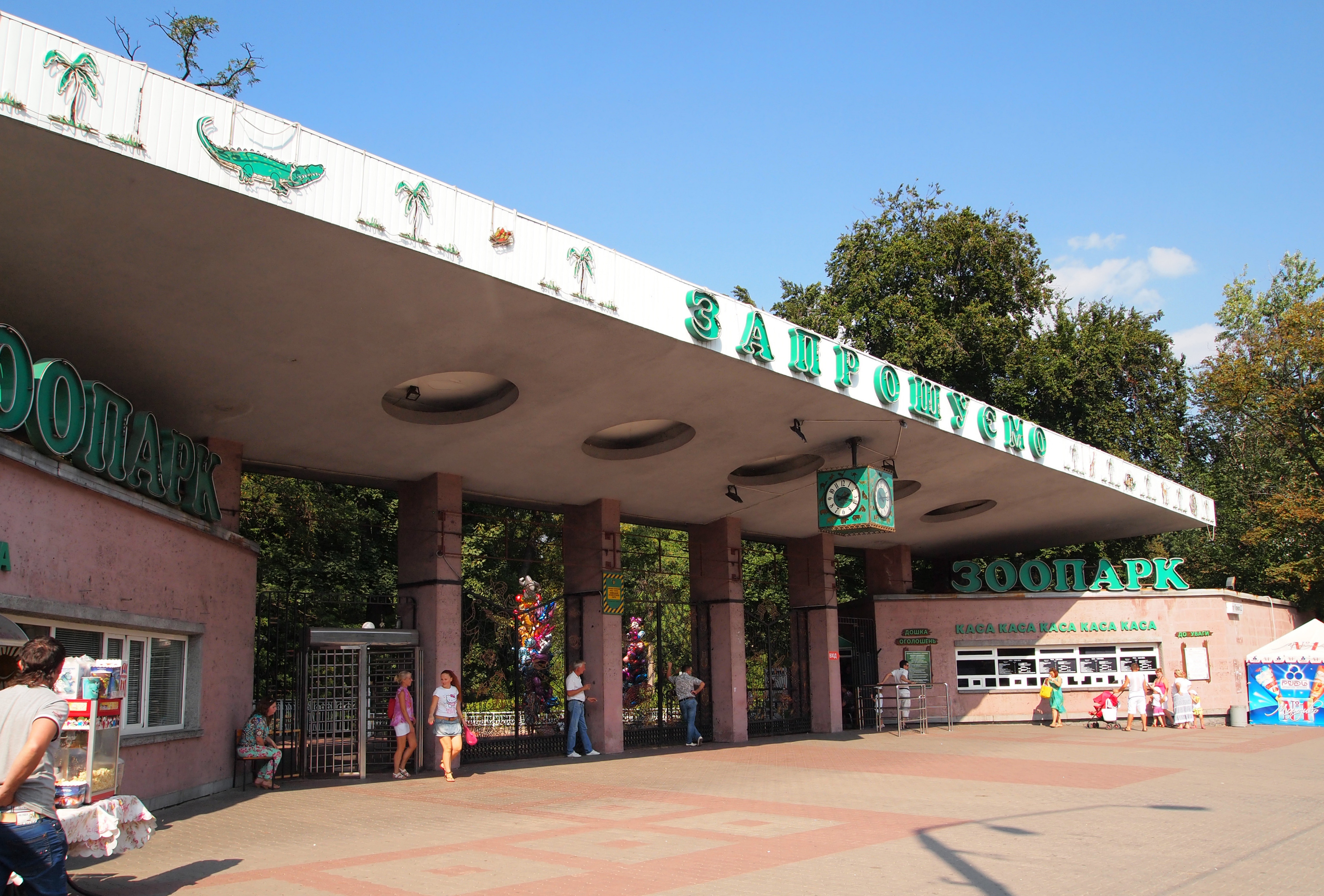
№ 32 — Головний вхід у Київський зоопарк
№ 34 — Морфологічний корпус Національного медичного університету імені О. О. Богомольця
№ 45 — Житловий будинок заводу «Більшовик»
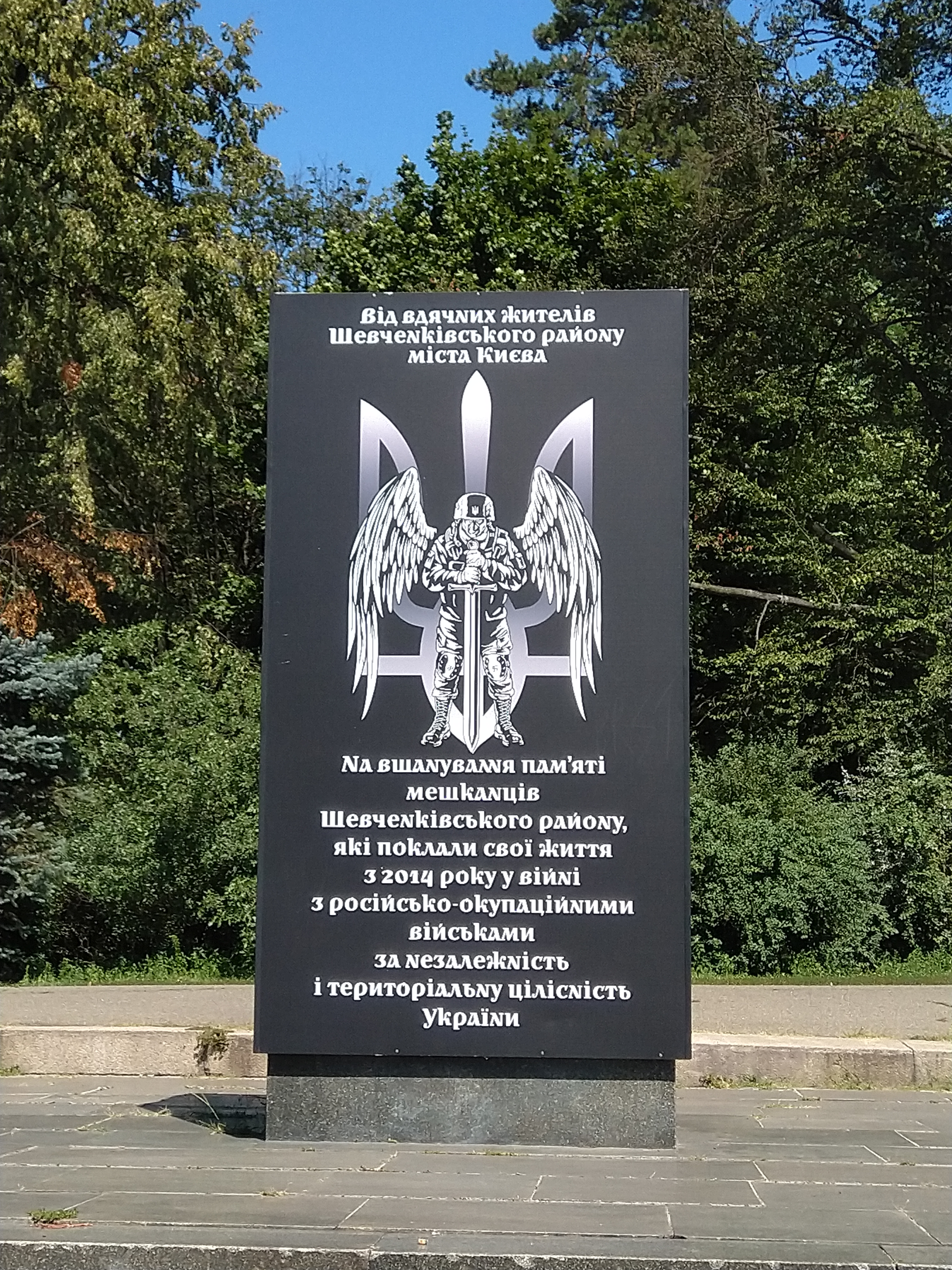
Меморіал пам'яті мешканців Шевченківського району, які поклали свої життя під час російсько-української війни біля виходу метро Берестейська до парку Нивки
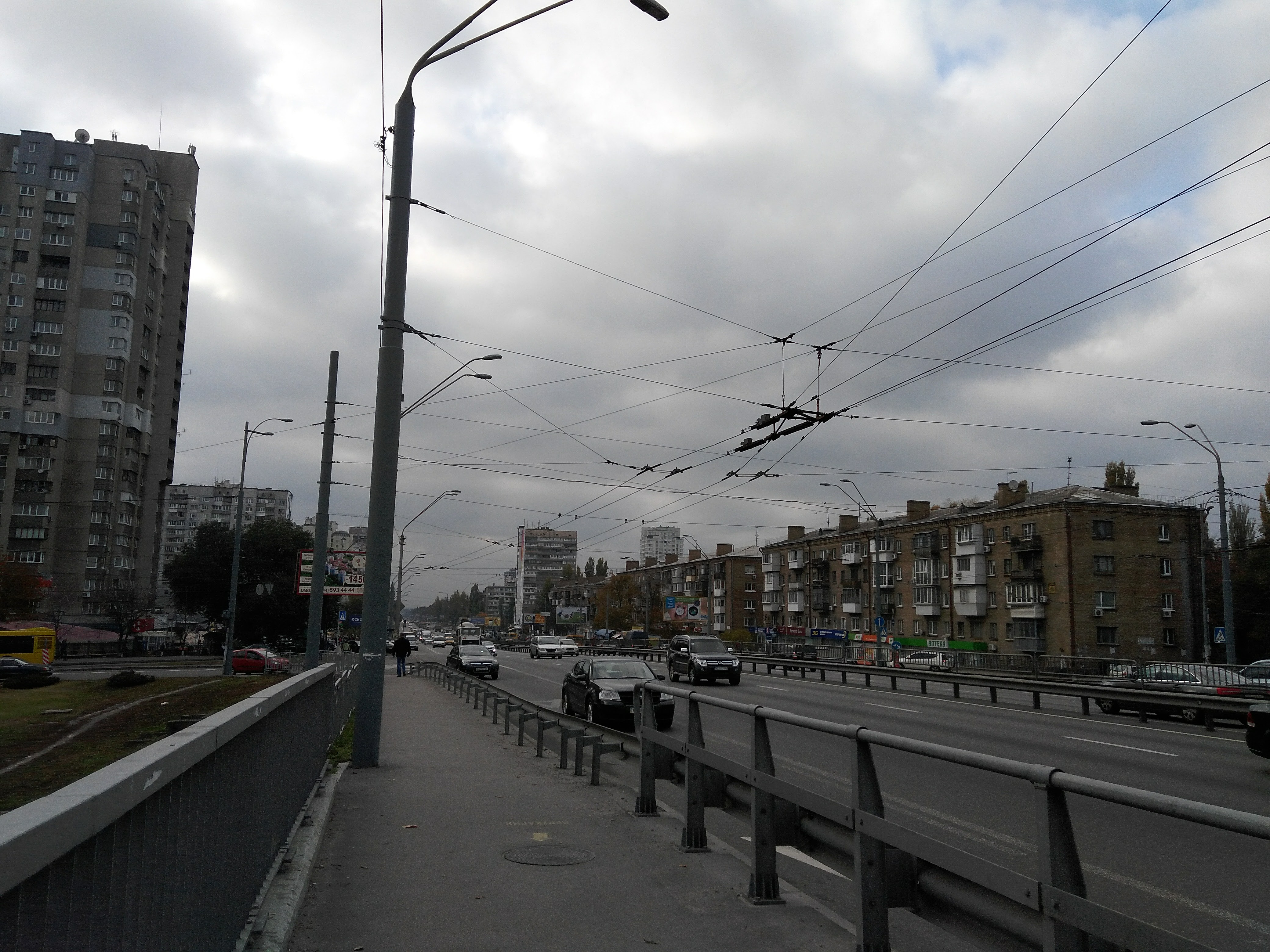
Ковельський шляхопровід
№ 111 — Собор Благовіщення Пресвятої Богородиці
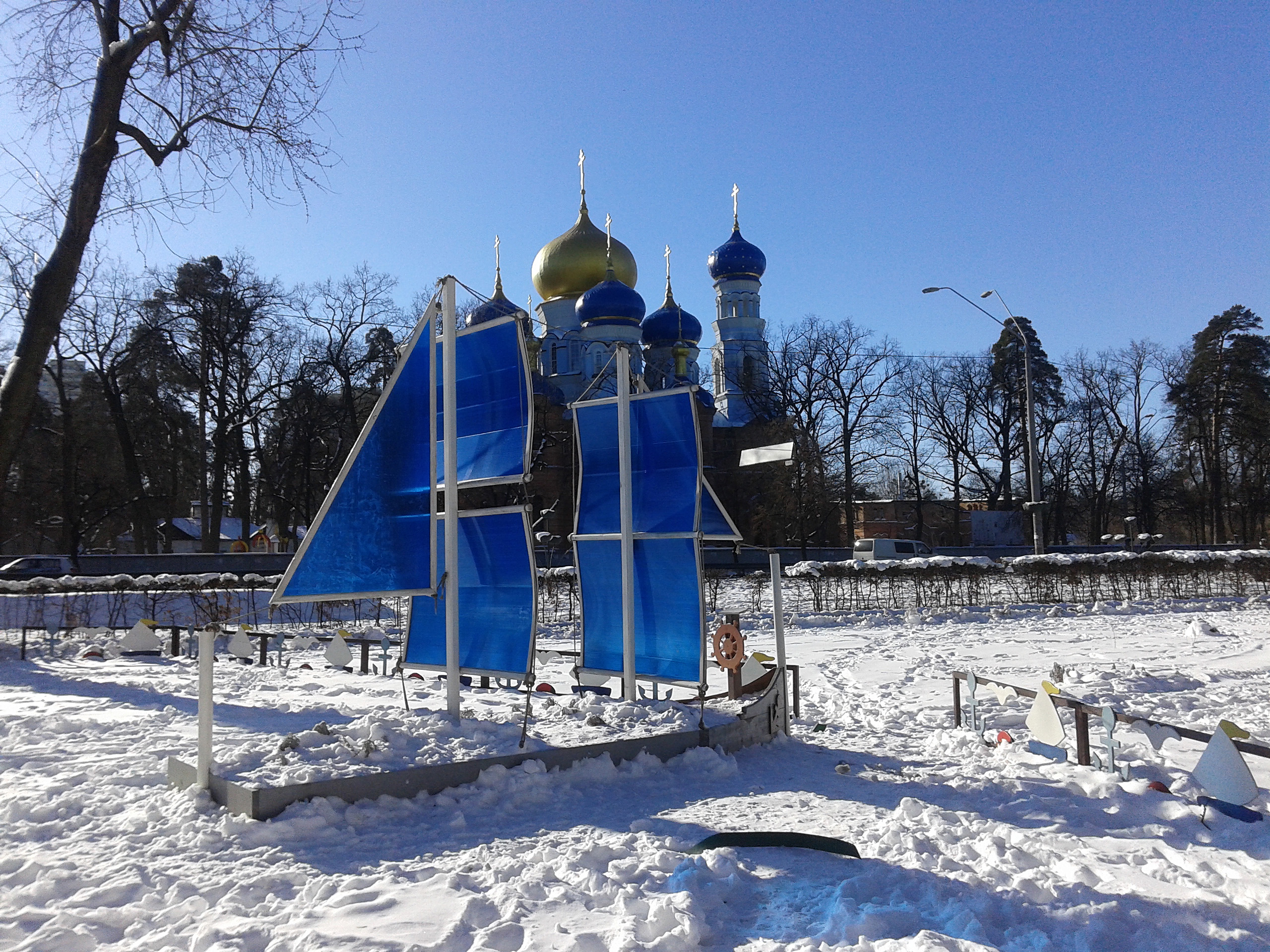
сквер біля Благовіщенського храму
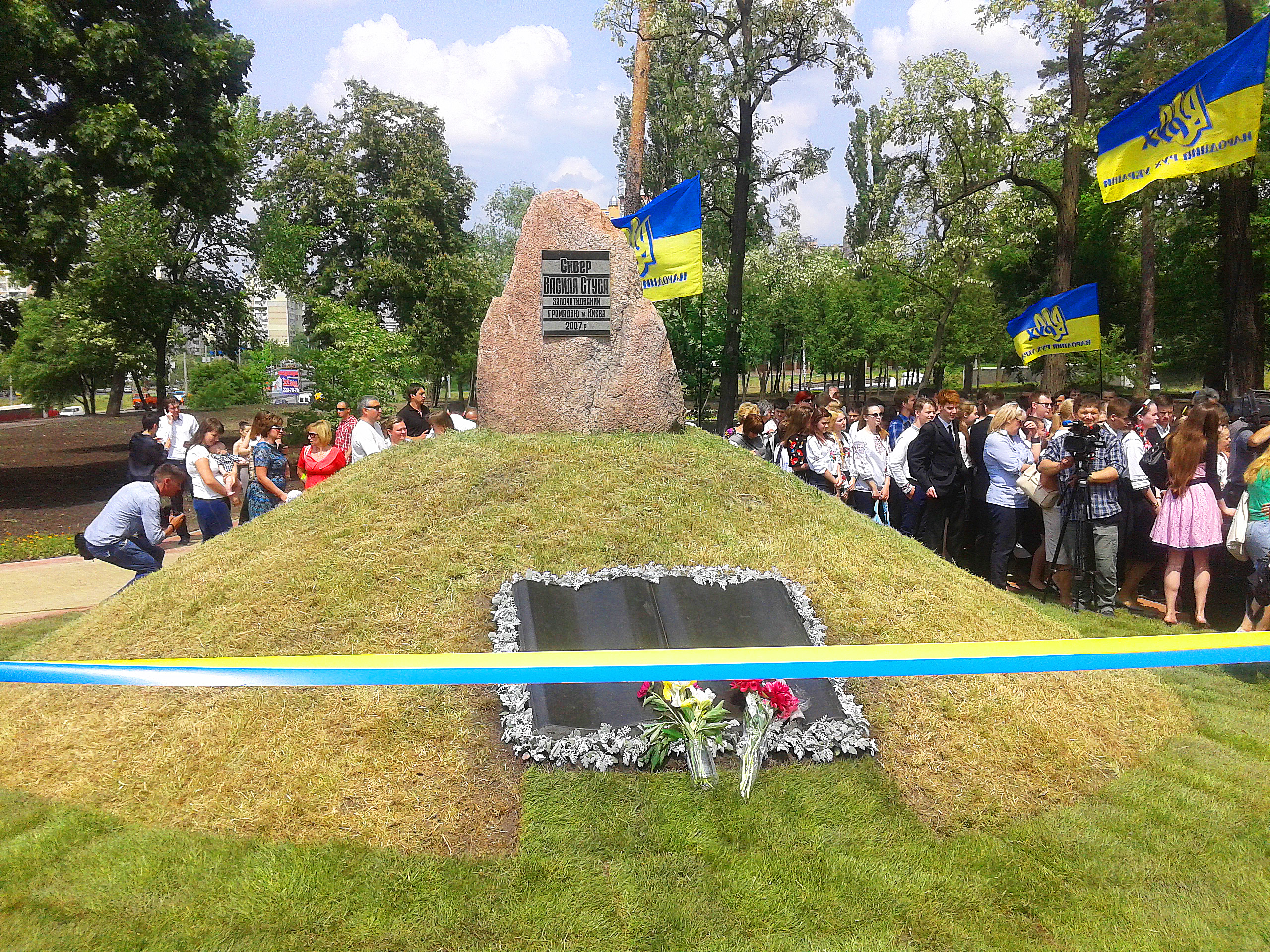
Сквер Василя Стуса
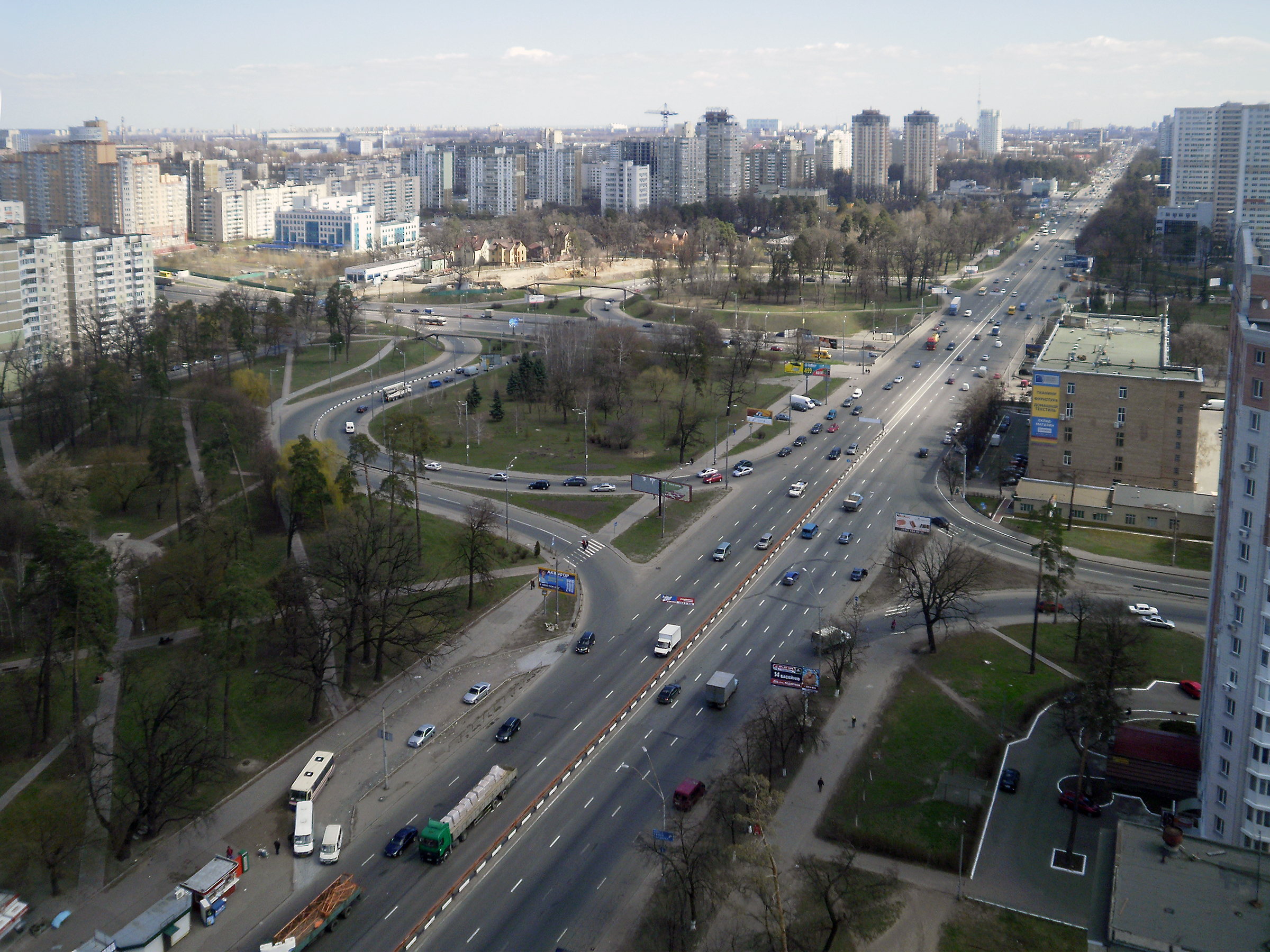
розв'язка Окружної дороги з проспектом
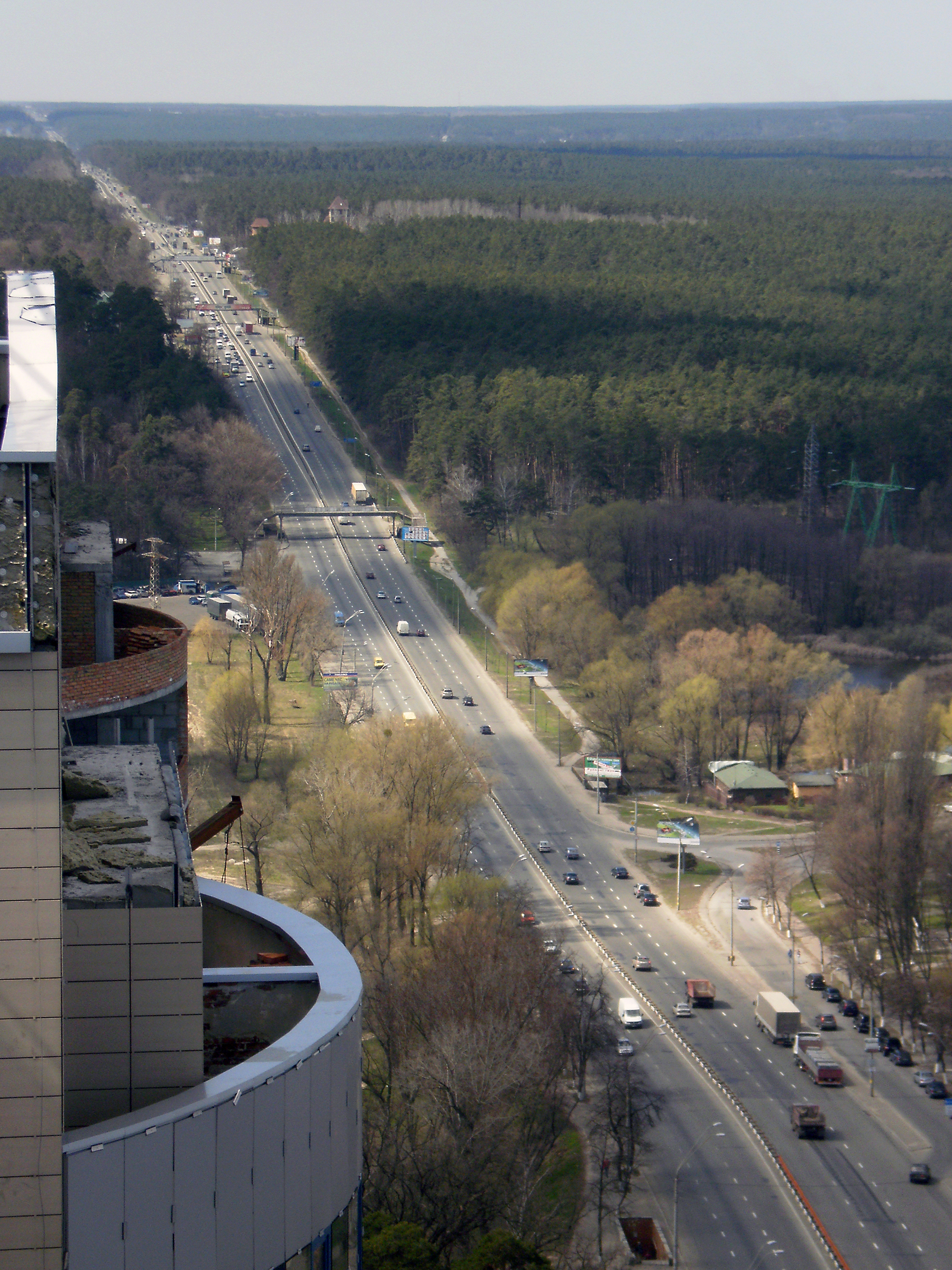
кінець Берестейського проспекту — початок Берестейського шосе